# LLLD
「LLLD」（エル・エル・エル・ディ）は、Fear, and Loathing in Las Vegasの楽曲。5thフルアルバム「New Sunrise」に収録され、アルバム発売に先駆けてiTunes Storeとレコチョクにて2017年10月2日にワーナーミュージック・ジャパンより配信された。

## 概要
同じく「New Sunrise」収録の「Return to Zero」と同日に配信された。
当時メンバーのSxunは本作について、「この曲はラスベガスの曲の中でも新しい雰囲気に仕上がってると思います。ポップさとシンプルさを意識しつつ、BPMもゆったりめというか、新鮮さとライヴでノれるイメージで作られています。前半は構成もシンプルなので途中からは切り返してコア・パートが登場します。ここはとにかくライヴでは頭振りまくって、そして何事もなかったかのように後半パートに戻っていきます」と語っている。
本作からMinamiがラップパートを担当するようになったが、これはシャウト以外のアプローチが欲しいとのマネージャーによる提案である。声の質感をどうすればカッコよく聞かせられるのかとラップ自体のリズムの心地よさを出せるかに苦労したと言い、MinamiはEMINEMの動画を見て研究したとのことである。
タイトルの「LLLD」とは「Limited Life, Limited Days（限りある命、限りある日々）」の頭文字を取ったものであり、「いつかはなくなる、いつか死ぬ、ということを理解したうえで今日を前向きに生きる」というメッセージが込められている。
10月12日にはMVも公開された。

## 収録
| #         | タイトル  | 作詞 | 作曲・編曲 | 時間 |
| --------- | --------- | ---- | ---------- | ---- |
| 1.        | 「LLLD」  |      |            | 3:17 |
| 合計時間: | 合計時間: | 3:17 |            |      |

## 収録アルバム
LLLD
- 『New Sunrise』

## 演奏
- So : Vocal
- Minami : Vocal, Keyboard
- Sxun : Guitar, Vocal, Chorus
- Taiki : Guitar, Vocal, Chorus
- Tomonori : Drums
- Kei : Bass Guitar